# Bangkok Open
Bangkok Open – kobiecy turniej tenisowy III kategorii zaliczany do cyklu WTA. Rozgrywany na kortach twardych w tajlandzkim Bangkoku od 2005 roku. Turniej nie pojawił się w kalendarzu turniejów WTA na rok 2008.

## Mecze finałowe

### gra pojedyncza
| Rok  | Mistrzyni        | Finalistka          | Wynik            |
| 2007 | Flavia Pennetta  | Chan Yung-jan       | 6:1, 6:3         |
| 2006 | Vania King       | Tamarine Tanasugarn | 2:6, 6:4, 6:4    |
| 2005 | Nicole Vaidišová | Nadieżda Pietrowa   | 6:1, 6:7(5), 7:5 |

### gra podwójna
| Rok  | Mistrzynie                       | Finalistki                               | Wynik         |
| 2007 | Sun Tiantian Yan Zi              | Ayumi Morita Junri Namigata              | walkower      |
| 2006 | Vania King Jelena Kostanić Tošić | Mariana Díaz-Oliva Natalie Grandin       | 7:5, 2:6, 7:5 |
| 2005 | Shinobu Asagoe Gisela Dulko      | Conchita Martínez Virginia Ruano Pascual | 6:1, 7:5      |